# Servius Sulpicius Galba (praetor 54 f.Kr.)
 For alternative betydninger, se Servius Sulpicius Galba. (Se også artikler, som begynder med Servius Sulpicius Galba)
Servius Sulpicius Galba var en romersk general, politiker og praetor i 54 f.Kr. Derudover var han én af de sammensvorne, som myrdede Julius Cæsar.
Som en af Julius Cæsars legater i den 12. Legion under hans galliske krige besejrede han Nantuates i 57 f.Kr. i slaget ved Octodurus.
Servius Galba havde derefter en strid med Cæsar om en gæld, men følte også, at hans venskab med Cæsar kostede ham valget til konsul i 49 f.Kr. I 45 f.Kr. klagede Galba over, at senatorerne ikke fik deres rette respekt. I henhold til Sveton havde Cæsar en affære med Galbas kone Postumia, hvilket vakte mere vrede.
Senere, vred over Cæsars modstand mod hans kampagne for konsulatet, sluttede Servius Galba sig til sammensværgelsen sammen med Brutus og Cassius og blev følgelig dømt til døden af den pædiske lov. Han var oldefar til den romerske kejser af samme navn, Servius Sulpicius Galba (3. f.Kr. – 69. e.Kr.) .